# Office national du commerce extérieur (France)
L'Office national du commerce extérieur (O.N.C.E.) était un organisme destiné à « fournir aux industriels et négociants français les renseignements commerciaux pouvant concourir au développement du commerce extérieur » (loi du 4 mars 1898). Il centralisait, analysait, traitait et diffusait de l'information d'origine étrangère au profit des chefs d'entreprise français. 

## Histoire
Dans son principe, le projet de l'O.N.C.E. date de 1894. La Chambre de commerce de Paris en est à l'origine. La Chambre de commerce de Paris était alors présidée par l'industriel Louis Delaunay-Belleville. 
En 1896, le ministre du Commerce Henry Boucher force la Chambre de Commerce de Paris à se concilier avec le Gouvernement pour créer en commun l'Office.  
L'O.N.C.E. est officialisé par une convention signée en novembre 1897 entre le gouvernement français et la Chambre de commerce de Paris. La direction effective de l'Office était assurée par la Chambre de commerce de Paris. Ses employés et les principaux cadres n'étaient pas des fonctionnaires. 
La convention entre le gouvernement et la Chambre de commerce de Paris est ratifiée par une loi votée à l'unanimité des parlementaires français, tant au Sénat qu'à la Chambre des députés. La loi a été publiée au Journal officiel le 4 mars 1898. 
Par cette loi, le gouvernement français déléguait à la Chambre de commerce de Paris la direction effective d'un service d'information jusqu'alors gouvernemental : le Bureau du mouvement général du commerce et de la navigation et des renseignements commerciaux, du ministère du Commerce. La Chambre de commerce de Paris était chargée de développer la communication de renseignements commerciaux d'origine étrangère au profit des entrepreneurs français. 
L'O.N.C.E. commence son activité en juillet 1898. Son siège, propriété de la Chambre de commerce de Paris, était au 3 rue Feydeau, à Paris.  
Les Conseillers du commerce extérieur de la France lui sont un temps rattachés. Ils étaient l'une des sources de renseignement et d'expertise dont bénéficiait l'Office.   
Deux autres grandes sources de renseignement étaient, d'une part, les consuls français et, d'autre part, les Chambres de commerce françaises à l'étranger.  
Une veille de la presse et des livres, notamment en langues étrangères, était réalisée par les employés de l'Office.   
La durée de la convention entre le gouvernement français et la Chambre de commerce de Paris était prévue pour vingt ans. Elle fut prolongée jusqu'après la  fin de la Grande guerre et elle prit fin en 1919. Elle n'est alors pas renouvelée. L'Office est alors nationalisé et son personnel fonctionnarisé. Dès lors, des dysfonctionnements administratifs apparaissent. La qualité du travail diminua. Les mécontentements des chefs d'entreprise français à l'encontre de l'Office se multiplièrent. 
L'implosion du commerce international après le krach financier de 1929, associée à une série de gabegies et de corruptions dans les différents Offices français, aboutirent à la dissolution de plusieurs Offices en 1934, dont l'O.N.C.E. La responsabilité du peu d'activité administrative qui restait à l'O.N.C.E., a alors été transférée à un service de renseignement du ministère du Commerce. L'organisation de l'information compétitive internationale, entre 1934 et 1939, est alors redevenue très proche de ce qu'elle avait été entre 1883 et 1898.

## Archives
Les archives de l'Office national du commerce extérieur sont conservées aux Archives nationales dans la sous-série F/12, notamment sous les cotes F/12/9138 à F/12/9173.